# Кондоба
Кондоба — река в России, протекает по территории Мантуровского и Нейского районов Костромской области. Устье реки находится в 67 км от устья Неи по левому берегу. Длина реки составляет 65 км, площадь водосборного бассейна — 575 км². Течет в западном направлении в ненаселенном лесном массиве.

## Притоки
(указано расстояние от устья)
- 14 км: река Лохтога (лв)
- 34 км: река Инзовка (пр)

## Данные водного реестра
По данным государственного водного реестра России относится к Верхневолжскому бассейновому округу, водохозяйственный участок реки — Унжа от истока и до устья, речной подбассейн реки — Бассей притоков Волги ниже Рыбинского водохранилища до впадения Оки. Речной бассейн реки — (Верхняя) Волга до Куйбышевского водохранилища (без бассейна Оки).
Код объекта в государственном водном реестре — 08010300312110000016522.